# پیریاپاتنا
پیریاپاتنا (به انگلیسی: Periyapatna) یک منطقهٔ مسکونی در هند است که در بخش میسورا واقع شده‌است. پیریاپاتنا ۱۶٬۶۸۵ نفر جمعیت دارد و ۸۴۹ متر بالاتر از سطح دریا واقع شده‌است.